# Basová trubka

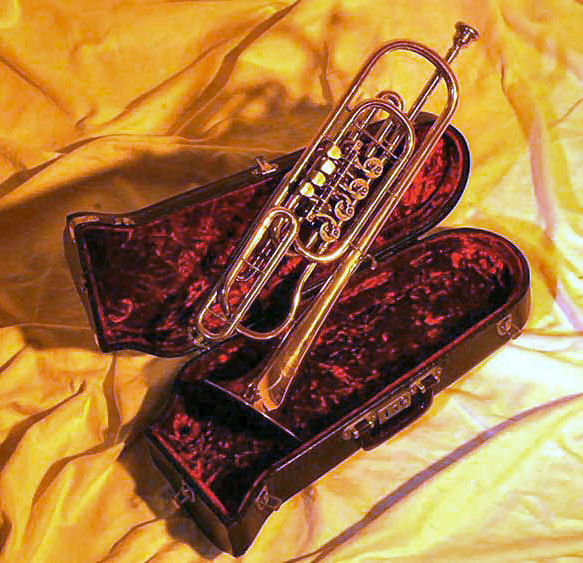
Basová trumpeta

Basová trubka je dechový žesťový nástroj. Byl sestrojen v 19. století v Německu a kupříkladu v opeře Prsten Nibelungův jej využil skladatel Richard Wagner, známý zaváděním nových a originálních nástrojů.

## Rozsah
Rozsah nástroje je podobný baskřídlovce či tenorovému pozounu, ale závisí také na ladění, které je nejčastěji v C a v B, vzácně i v Es. Obvykle je bastrubka vybavena čtyřmi, někdy třemi ventily (první snižuje přirozenou tónovou řadu o celý tón, druhý o půltón, třetí o jeden a půl tónu a čtvrtý o dva a půl tónu) a délka její trubice bez zmáčknutých ventilů je circa 270 cm, tedy stejně jako u pozounu.

### Notace
Notace je stejná jako u tenorové baskřídlovky, tj. noty jsou psány v houslovém klíči a znějí: v případě bastrumpety laděné v C o oktávu níž než v zápise, v případě Bb basové trubky o oktávu a celý tón, tedy o nonu.

## Tón
Tón bastrubky je (měl by být) ostrý, značně blízký snižcovému pozounu, avšak ještě o něco průraznější a "kovovější" resp. "plechovější". To je dáno i tím, že trubice pozounu a bastrubky je úzká, s čímž kontrastuje podstatně širší ozvučník. Použitý nátrubek bývá také pozounový.
Někdy se můžeme setkat s tím, že se místo bastrubky používá pístový (ventilový) trombon, a je to odůvodněno tím, že "tón obou nástrojů je přece stejný". To ale není vůbec pravda! Tón pístového trombonu zcela postrádá ostrost bastrubky, svou barvou se blíží spíše tenorům, a navíc - na rozdíl od bastrubky - pístový trombon obecně velmi špatně ladí. Takže nahrazování bastrubky pístovým trombonem nelze v žádném případě doporučit, jde o úplně rozdílné nástroje.

## Využití
Basová trubka je poměrně zřídka používaný nástroj. Proto se hráči nespecializují pouze na ni a pokud je jí třeba, hraje na ni pozounista. Většinou ji můžeme spatřit v různých dechových tělesech, v symfonickém orchestru se objevuje výjimečně (např. v Janáčkově Sinfoniettě).
V každém případě výše uvedené tvrzení platí pro symfonický orchestr. Naopak v dechovce je bastrubka nepostradatelným nástrojem, který však je využíván prakticky jenom pro přiznávku (doprovod), výjimečně v basfigurách. Což je velká škoda, protože jde o nástroj s velice zajímavým, nekompromisním tónem, který se ovšem většina hudebníků snaží naprosto nesmyslně "zjemňovat" a snaží se o jakýsi temný odstín zvuku a pochybnou měkkost. To je však stejná snaha, jako učit kočku štěkat...

## Příbuzné nástroje
- Trubka
- Baskřídlovka
- Pozoun